# Chu Okongwu
Sonny Chu Okongwu (Anambra, Protectorado de Nigeria; 23 de septiembre de 1934-12 de enero de 2022) fue un economista y político nigeriano que ocupó el cargo de Ministro de Planificación Nacional (1985-1986) y luego el de Ministro de Finanzas (1986-1990) durante el gobierno de Babangida.

## Vida y carrera
Nació el 23 de septiembre de 1934 en el estado de Anambra (Nigeria). Fue el primero de ocho hijos. Asistió a la escuela St. Michael de Aba entre 1941 y 1946. De allí pasó al Government College, de Umuahia, donde fue alumno de 1947 a 1951. Estudió teoría económica en la Universidad de Boston, y terminó su carrera en 1961. También asistió a la Universidad de Harvard de 1961 a 1965. Murió el 12 de enero de 2022, a la edad de 87 años.